# Davis Cup 1936
In 1936 werd het toernooi om de Davis Cup  voor de 31e keer gehouden. De Davis Cup is het meest prestigieuze tennistoernooi voor landen dat sinds 1900 elk jaar wordt georganiseerd.
Verenigd Koninkrijk won voor de 9e keer de Davis Cup (destijds nog de International Lawn Tennis Challenge genoemd) door in de finale Australië met 3-2 te verslaan.
De deelnemers strijden in twee verschillende regionale zones tegen elkaar. De twee zonewinnaars spelen in het interzonaal toernooi tegen elkaar. De winnaar daarvan speelt tegen de regerend kampioen om de Davis Cup.

## Finale
Verenigd Koninkrijk -  Australië 3-2 (Wimbledon, Engeland, 25-28 juli)

## Interzonaal Toernooi
Australië -  nazi-Duitsland 4-1 (Wimbledon, Engeland, 18-22 juli)

## België
Door een gering aantal deelnemers (oorlogsdreiging) werd België direct toegelaten tot het regionale hoofdtoernooi.
| datum      | tegenstander | uitslag | locatie | groep   | ronde       | winst/verlies |
| ---------- | ------------ | ------- | ------- | ------- | ----------- | ------------- |
| 07-06-1936 | Oostenrijk   | 1-4     | uit     | EUR udt | kwartfinale | v             |
| 16-05-1936 | Noorwegen    | 3-2     | uit     | EUR udt | 2e ronde    | w             |

België bereikte de kwartfinale van de Europese zone.

## Nederland
Nederland speelt in de Europese zone.
| datum      | tegenstander | uitslag | locatie | groep   | ronde    | winst/verlies |
| ---------- | ------------ | ------- | ------- | ------- | -------- | ------------- |
| 11-05-1936 | Frankrijk    | 1-4     | thuis   | EUR udt | 2e ronde | v             |
| 03-05-1936 | Monaco       | 3-2     | uit     | EUR udt | 1e ronde | w             |

Nederland bereikte de tweede ronde van de Europese zone.
| niveau 1 | niveau 2 | niveau 3 | niveau 4 | niveau 5 |

Algemeen · Opzet · Finales · Winnaars 
 België ·  Nederland ·  Aruba ·  Nederlandse Antillen 

1900 · 1901 · 1902 · 1903 · 1904 · 1905 · 1906 · 1907 · 1908 · 1909 · 1910 · 1911 · 1912 · 1913 · 1914 · 1915 · 1916 · 1917 · 1918 · 1919 · 1920 · 1921 · 1922 · 1923 · 1924 · 1925 · 1926 · 1927 · 1928 · 1929 · 1930 · 1931 · 1932 · 1933 · 1934 · 1935 · 1936 · 1937 · 1938 · 1939 · 1940 · 1941 · 1942 · 1943 · 1944 · 1945 · 1946 · 1947 · 1948 · 1949 · 1950 · 1951 · 1952 · 1953 · 1954 · 1955 · 1956 · 1957 · 1958 · 1959 · 1960 · 1961 · 1962 · 1963 · 1964 · 1965 · 1966 · 1967 · 1968 · 1969 · 1970 · 1971 · 1972 · 1973 · 1974 · 1975 · 1976 · 1977 · 1978 · 1979 · 1980 · 1981 · 1982 · 1983 · 1984 · 1985 · 1986 · 1987 · 1988 · 1989 · 1990 · 1991 · 1992 · 1993 · 1994 · 1995 · 1996 · 1997 · 1998 · 1999 · 2000 · 2001 · 2002 · 2003 · 2004 · 2005 · 2006 · 2007 · 2008 · 2009 · 2010 · 2011 · 2012 · 2013 · 2014 · 2015 · 2016 · 2017 · 2018 · 2019 · 2020-2021 · 2022 · 2023 · 2024 · 2025